# Marie-Thérèse Godinache-Lambert
Marie-Thérèse Joséphine Angélique Godinache-Lambert (Durbuy, 30 augustus 1926 - Tohogne, 3 oktober 2018) was een Belgisch senator.

## Levensloop
Landbouwregentes, baatte ze met haar man een landbouwbedrijf uit in Tohogne. 
Bij de gemeenteraadsverkiezingen in 1958 diende Godinache-Lambert een lijst in Tohogne, waar voordien slechts één lijst werd ingediend en er derhalve geen gemeenteraadsverkiezingen werden gehouden, een situatie die in die tijd vaak voorkwam in kleine plattelandsgemeenten. Ze werd verkozen en zetelde van 1959 tot 1964 in de gemeenteraad als oppositielid.
In 1964 was het haar man Jean Godinache (1920-1996) die kandidaat was en burgemeester van Tohogne werd. Zij stelde zich, vanwege de onverenigbaarheid voor familieleden in de eerste graad om tezelfdertijd in dezelfde gemeenteraad te zetelen, kandidaat in Marche-en-Famenne en werd er verkozen. Ze zetelde in de gemeenteraad van Marche-en-Famenne van 1965 tot 1988. Er was een speciaal decreet van de Raad van State nodig om het echtpaar het recht op een gemeenschappelijke domicilie toe te kennen.
Weldra werd ze voor de liberale PLP, de latere PRL, op de lijst geplaatst voor de parlementsverkiezingen en voerde ze opgemerkte kiescampagnes in Amerikaanse stijl, die haar een sterke populariteit opleverden. In januari 1971 werd ze rechtstreeks gekozen senator voor het arrondissement Aarlen-Marche-Bastenaken-Neufchâteau-Virton, als opvolger van de ontslagnemende Léon Reuter. Op dat moment was ze de enige vrouw in de Hoge Vergadering. Ze zetelde in de Senaat tot in 1977. Ze werd afgevaardigd als lid van de Raad van Europa, een functie die ze uitoefende van 1974 tot 1977, en was er van 1976 tot 1977 ondervoorzitster. Samen met Huberte Hanquet en Françoise Lassance-Hermant was ze een van de drie vrouwen die zetelden in de 62 leden tellende voorlopige Waalse Gewestraad, waar ze van 1974 tot 1977 van rechtswege zitting had. Door het toen bestaande dubbelmandaat zetelde ze vanaf november 1971 eveneens in de Cultuurraad voor de Franse Cultuurgemeenschap.
In 1977 en 1978 niet herkozen als senator, werd ze in 1981 voor de PRL opnieuw verkozen tot rechtstreeks gekozen senator, een ambt dat ze ditmaal zou bekleden tot eind 1987. Op die manier kwam ze ook in de Waalse Gewestraad en de Raad van de Franse Gemeenschap terecht. 
Eind jaren 1980 verliet Godinache-Lambert zowel de nationale als de lokale politiek om zich voortaan uitsluitend bezig te houden met haar landbouwbedrijf.